# Moartea la Veneția
Moartea la Veneția (în germană Der Tod in Venedig) este o nuvelă scrisă de autorul german Thomas Mann și publicată în 1912. Opera literară prezintă un mare scriitor care vizitează Veneția și este eliberat, înălțat sufletește și apoi obsedat din ce în ce mai mult de vederea unui tânăr uimitor de frumos.
Tadzio, băiatul din nuvelă, este porecla pentru numele polonez Tadeusz și se bazează pe un băiat pe care Mann îl văzuse în timpul vizitei sale la Veneția în 1911.